# Marte Berg Edseth
Marte Berg Edseth (Oslo, 6 oktober 1998) is een Noors wielrenster en voormalig alpineskiester. Sinds 2022 rijdt ze bij de wielerploeg Uno-X Mobility.

## Carrière
In haar carrière als alpineskiester nam Berg Edseth deel aan nationale toernooien en Europese. Ze behaalde geen overwinningen tussen 2015 en 2020. Evenals in 2020 besloot ze haar carrière te beëindigen en zich toe te leggen op de wielersport. Eind juni 2022 kreeg ze een contract aangeboden van de UCI Women's World Tour-ploeg Uno-X Pro Cycling Team waar ze sindsdien voor rijdt. Direct in haar eerste jaar reed ze nog de Ronde van Italië en die van Spanje. Daarnaast reed ze datzelfde jaar ook naar een derde plaats op het NK tijdrijden, achter Ane Iversen en Katrine Aalerud. Berg Edseth wisselt deelnames aan eendagswedstrijden af met meerdaagse wedstrijden, echter wist ze nog geen overwinning te boeken.

## Palmares
2022
 Noors kampioenschap tijdrijden

### Resultaten in voornaamste wedstrijden
| Jaar | Ronde van Italië | Ronde van Frankrijk | Ronde van Spanje |
| ---- | ---------------- | ------------------- | ---------------- |
| 2022 | opgave           |                     | 70e              |
| 2023 |                  | opgave              |                  |
| 2024 | 61e              | 56e                 |                  |
| 2025 |                  |                     |                  |

| Jaar | Gent-Wevelgem | Ronde van Vlaanderen | Parijs-Roubaix | Amstel Gold Race | Luik-Bast.‑Luik | Strade Bianche | Dwars door Vlaanderen | Waalse Pijl |  | WK op de weg |
| ---- | ------------- | -------------------- | -------------- | ---------------- | --------------- | -------------- | --------------------- | ----------- |  | ------------ |
| 2022 |               |                      |                |                  |                 |                |                       |             |  | opgave       |
| 2023 |               | opgave               |                |                  | opgave          |                |                       | 100e        |  | 85e          |
| 2024 |               | opgave               |                | 54e              | 63e             | 40e            | 18e                   | opgave      |  | 69e          |
| 2025 | 61e           | opgave               | opgave         | opgave           |                 | 13e            | 10e                   |             |  |              |

## Ploegen
- 2022 –  Uno-X Pro Cycling Team (vanaf 28-6)
- 2023 –  Uno-X Pro Cycling Team
- 2024 –  Uno-X Mobility
- 2025 –  Uno-X Mobility